# Vrbovka malokvětá
Vrbovka malokvětá (Epilobium parviflorum) je druh rostliny z čeledi pupalkovité (Onagraceae).

## Popis
Jedná se o vytrvalou rostlinu dosahující výšky nejčastěji 20–80 cm. Oddenky jsou celkem dlouhé, po odkvětu se vytváří růžice listů, nejdřív přisedlé a načervenalé, později se prodlužující a zelené. Lodyha je přímá, tuhá, jednoduchá nebo jen v horní části chudě větvená, odstále chlupatá, chlupy nežláznaté, cca 1–1,8 mm dlouhé, mezi nimi jsou ovšem i odstálé žláznaté chlupy. Listy jsou vstřícné, jen nejhořejší střídavé, přisedlé, ale neobjímavé a nesbíhavé,. Čepele jsou nejčastěji podlouhle až vejčitě kopinaté, asi 3–8 cm dlouhé a 1,5–2,5 cm široké, na okraji řídce vroubkovaně zoubkaté. Květy jsou uspořádány v květenstvích, vrcholových hroznech a vyrůstají z paždí listenu. Květy jsou čtyřčetné, kališní lístky jsou 4, nejčastěji 4–6 mm dlouhé. Korunní lístky jsou taky 4, jsou nejčastěji 5–9 mm dlouhé, na vrcholu hluboce vykrojené, bledě růžově fialové, zřídka bělavé. Ve střední Evropě kvete nejčastěji v červnu až v září. Tyčinek je 8 ve 2 kruzích. Semeník se skládá ze 4 plodolistů, je spodní, čnělka je přímá, blizna je čtyřlaločná. Plodem je dlouhá tobolka, je přitisle pýřitá, v obrysu čárkovitého tvaru, čtyřhranná a čtyřpouzdrá, otvírá se 4 chlopněmi, obsahuje mnoho semen. Tobolky jsou odstále chlupaté a většinou i žláznaté. Semena jsou cca 1–1,1 mm dlouhá, na vrcholu s chmýrem a osemení je hustě papilnaté. Počet chromozómů je 2n=36.

## Rozšíření ve světě
Vrbovka malokvětá roste v téměř celé Evropě, včetně Britských ostrovů, na sever po jižní Skandinávii. Ostrůvkovitě se vyskytuje i v severní Africe, na Madeiře a Kanárských ostrovech. Také přesahuje do Malé Asie a na Kavkaz, ostrůvkovitě se vyskytuje i v Asii až po Japonsko. Introdukována do Severní Ameriky, 

## Rozšíření v Česku
V ČR roste roztroušeně od nížin do podhůří, zřídka až do nižších horských poloh. Je to vlhkomilný druh, nejčastěji ho najdeme na březích vod, na prameništích, v lučních příkopech a na dnech letněných rybníků aj.